# S/S Mertainen
S/S Mertainen var ett svenskt lastfartyg som sänktes under andra världskriget.

## Historik
Mertainen byggdes 1907 vid Hamiltons varv i Port Glasgow till Burell & Sons rederi i Glasgow under namnet Strathlyon och fördes under många år av kapten James Cann. Ångaren köptes 1915 av Grängesbergsbolaget och fick då namnet efter malmberget Mertainen öster om Kiruna. På väg från Rosario (Argentina) till Sverige med majslast 1919 kolliderade hon med den franska trålaren Inez i Engelska kanalen och året därpå vid den norska kusten med motorfartyget Letten, som vattenfylldes men blev flytande på sin last. 1926 I hård storm i Narvik drev en ångare först mot en norsk och sedan mot en dansk som alla till slut träffade Mertainen. 1929 kolliderade Mertainen med den tyska ångaren Emstriff. Kort efter Nationalsocialismens övertagande av makten i Tyskland blev Mertainens radiotelegrafist anhållen i Stettin för att han på en restaurang yttrat sig kränkande om dåvarande rikskanslern Adolf Hitler. Den 3 februari 1940, några veckor innan fartyget sänktes, utsattes Mertainen för flyganfall av tyska plan vid den engelska kusten. Denna gång klarade sig Mertainen och dess besättning helt oskadda.

## Flyganfallet
Mertainen avgick den 6 april 1940 från Narvik med last av 6 700 ton malm mot Middlesbrough. Befälhavaren hade fått information om mineringar längs rutten och valde att gå in till Svinvik i närheten av Kristiansund, en till synes lugn och säker plats. Nästa dag fick man via radio information om den tyska invasionen av Norge, varvid kaptenen beslutade om att ligga kvar i fjorden i avvaktan på ett bättre läge. 16 april siktade man bombplan på hög höjd som fällde bomber mot ångaren trots att hon var försedd med neutralitetsmärken, inga bomber träffade men anfallen upprepades flera gånger, varför befälhavaren lät besättningen om 37 man gå i livbåtarna och ro i land. Besättningen inkvarterades i missionshuset och hos postmästaren. Den 21 april hade flyganfallen upphört och samma dag rapporterade en utsatt vakt att Mertainen höll på att sjunka. Besättningen gick då ombord för att bärga div saker och kunde konstatera att fartyget varit utsatt för kulspruteeld. Medan man den 22 april försökte bogsera Mertainen in på grunt vatten, fick man överge henne, som kort därpå gick till botten.